# Hawker P.1052
El Hawker P.1052 fue un avión experimental británico construido por Hawker Aircraft Limited para realizar pruebas con alas en flecha.

## Diseño y desarrollo

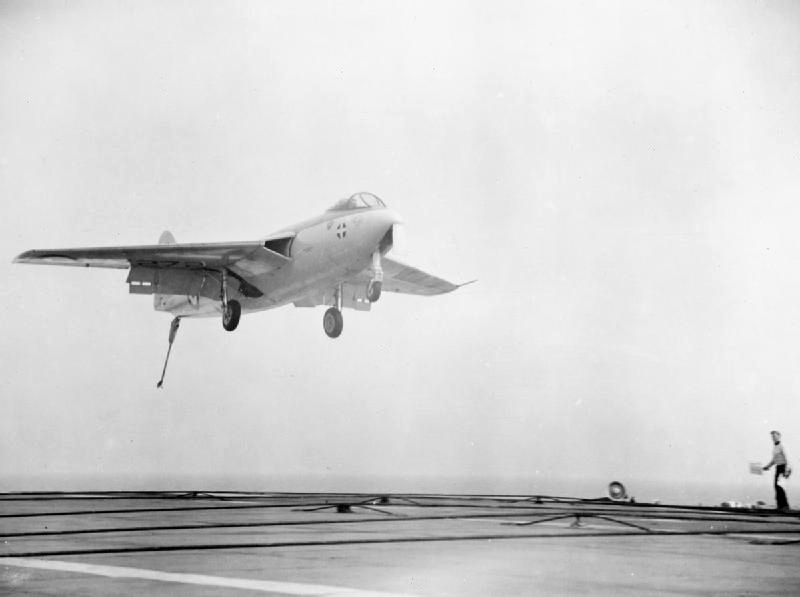
Un Hawker P.1052 aterrizando en el HMS Eagle (R05), 1952.

Los orígenes del P.1052 se encuentran en un estudio de diseño de 1945 realizado por el equipo de diseño de Hawker para un desarrollo del P.1040 utilizando alas en flecha. El Ministerio de Suministros no mostró interés hasta la primavera de 1946, cuando se emitió la especificación E.38/46 del Ministerio del Aire (para realizar estudios sobre las propiedades aerodinámicas de las alas en flecha) y en mayo de 1947 se otorgó un contrato para que Hawker facilitara dos prototipos.
Una flecha de 35 grados en las alas fue la innovación aerodinámica más significativa del P.1052, respecto al P.1040. Esta característica fue desarrollada en conjunción con el RAE en Farnborough.  Además, el plano de cola se recortó en envergadura (eliminando las puntas redondeadas del P.1040) y se podía ajustar la incidencia para permitir cambios en el compensador a las más altas velocidades previstas.
El primer prototipo (VX272) estuvo listo a tiempo para su exhibición estática en la muestra SBAC Farnborough de 1948, pero se denegó el permiso por motivos de secretismo. Voló por primera vez el 19 de noviembre de 1948, y el segundo prototipo (VX279) voló el 13 de abril de 1949.
A finales de 1949 o principios de 1950, tras las pruebas en un tercer fuselaje no volable, al VX272 se le reforzaron las alas y el fuselaje. Aproximadamente al mismo tiempo, el VX279 fue equipado con un plano de cola de incidencia variable.
Durante 1950, el VX279 fue reconstruido significativamente, con una única salida del reactor y empenaje aflechado; posteriormente se le dio una designación diferente, como Hawker P.1081.
El VX272 fue equipado con el fuselaje trasero original del VX279, después de reforzarlo y de instalar un gancho de parada. El VX272 también fue equipado con un carenado tipo bala en la intersección del plano de cola y el empenaje, lo que mejoró su comportamiento a alta velocidad.
En mayo de 1952, con la adición de un tren de aterrizaje de carrera larga (de un Sea Hawk), el VX272 llevó a cabo pruebas de despegue y aterrizaje a bordo del HMS Eagle. En junio del mismo año, recibió una modificación final: un estabilizador de incidencia variable, tras lo cual realizó pruebas de alta velocidad con el RAE. Estas finalizaron y el VX272 fue retirado del servicio en septiembre de 1953, tras un aterrizaje forzoso.
El foco de la investigación en Hawker se transfirió al P.1067, que sería más conocido como Hawker Hunter. No se construyeron más ejemplares del P.1052. En retrospectiva, el P.1052 puede verse como parte de una transición del Sea Hawk de alas rectas y propulsión centrífuga al Hunter de alas en flecha y propulsión axial.
El P.1078, una variante en la que el P.1052 iba a ser complementado con un pequeño motor de cohete incorporado (es decir, el Armstrong Siddeley Snarler), fue objeto de un estudio de diseño. Sin embargo, debido a que los trabajos en otro diseño propulsado por cohetes, el Hawker P.1072 basado en el P.1040 (que tenía alas rectas), estaba significativamente avanzado, el P.1078 nunca se construyó.

## Variantes
P.1052
Avión experimental a reacción de alas en flecha, 2 construidos (VX272 y VX279).
P.1078
Variante del P.1052 con motor cohete auxiliar, no construida.
P.1081
El VX279 modificado, con cola en flecha.

## Operadores
Reino Unido
- Royal Aircraft Establishment

## Aeronaves en exhibición
El primer prototipo VX272 se exhibe en el Fleet Air Arm Museum, Yeovilton.

## Especificaciones (P.1052)
Referencia datos: Hawker aircraft since 1920

### Características generales
- Tripulación: Uno (piloto)
- Longitud: 12,1 m (39,6 ft) (cola recta); 12 m (cola en flecha)
- Envergadura: 9,6 m (31,5 ft)
- Altura: 3,2 m (10,5 ft)
- Superficie alar: 24 m² (258,3 ft²)
- Peso vacío: 4286 kg (9446,3 lb)
- Peso cargado: 6118 kg (13 484,1 lb)
- Planta motriz: 1× turborreactor de flujo centrífugo Rolls-Royce RN.2 Nene.
  - Empuje normal: 22 kN (2243 kgf; 4946 lbf) de empuje.

### Rendimiento
- Velocidad máxima operativa (Vno): 954 km/h (593 MPH; 515 kt) a nivel del mar; 1065 km/h a 10 973 m (36 000 pies) con cola en flecha
- Techo de vuelo: 13 900 m (45 604 ft)
- Régimen de ascenso: 19,6 m/s (3864 ft/min)
- Tiempo a altitud: 9 min 30 s para 10 668 m (35 000 pies)

## Aeronaves relacionadas

### Secuencias de designación
- Secuencia P._ (interna de Hawker): ← P.1049 - P.1050 - P.1051 - P.1052 - P.1053 - P.1054 - P.1055 -- P.1059 - P.1060 - P.1061 - P.1062 - P.1063 - P.1064 - P.1065 -- P.1072 - P.1073 - P.1074 - P.1075 - P.1076 - P.1077 - P.1078 - P.1079 - P.1080 - P.1081 - P.1082 - P.1083 - P.1084 - P.1085 - P.1087 - P.1088 - P.1089 - P.1090 →